# Penumbra: Black Plague
Pour les articles homonymes, voir Penumbra.
Penumbra: Black Plague est un jeu vidéo d'aventure reprenant certains codes du survival horror développé par Frictional Games, sorti en 2008 sur PC (Windows, Linux, Mac OS). Il est la suite de Penumbra: Overture et le deuxième épisode de la trilogie Penumbra.

## Système de jeu
Le jeu se joue à la première personne et le joueur incarne Philip, le même protagoniste que dans le premier opus. Tout comme dans l'épisode précédent, le héros ne sait pas se battre, il ne possède même plus de potentielles armes de défenses comme celle qu'il pouvait posséder dans le premier épisode (marteau, pioche, etc).
À l'instar du premier épisode, de nombreuses énigmes de Penumbra: Black Plague se résolvent grâce au moteur physique du jeu (en déplaçant divers objets).

## Trame

### Précédemment
Philip est professeur de chimie à Londres, il n'a jamais connu son père, comme celui-ci a disparu avant sa naissance. À la mort de sa mère il reçoit une lettre de son père avec d'étranges indications lui expliquant de ne pas reproduire les mêmes erreurs que lui. Curieux, Philip découvre dans les documents de son père une carte du Groenland avec un point marqué sur une carte.
Philip se rend seul sur place et s'enfonce au fin fond des étendus gelées pour trouver une mine dans laquelle il pénètre avant de se retrouver pris au piège.
Il découvre que de terribles événements ont eu lieu là-bas, ainsi que la présence de chiens possédés et agressifs. Il rentre en contact avec le seul mineur survivant, un homme qui se fait surnommer Red. Red reste en communication avec lui le long de son périple, mais au moment de leur "rencontre" ce dernier s'enferme dans un incinérateur et supplie Philip de le tuer. Philip réalise le dernier souhait de Red avant d'entrer dans une installation, qui étrangement semble plus récente que toutes celles qu'il a traversé auparavant. Alors qu'il s'aventure dans un long couloir, les lumières s'éteignent brusquement et Philip se fait assommer.

### Synopsis
Philip a trouvé un abri souterrain sous la mine. Après avoir été assommé il se réveille dans une cellule de laquelle il parvient à s'enfuir. L'organisation secrète nommée la Caste Supérieure des Archaïques l'auraient construit pour explorer un tombeau mais auraient libéré une entité, le tuurngait, qui lâcherait un virus transformant les êtres vivants en mutants agressifs.
Philip se retrouve contaminé et développe une sorte de schizophrénie, une personnalité nommée Clarence apparaît alors dans son esprit et le tourmente en lui parlant et en lui infligeant des hallucinations. Il retrouve son père mort avec une note expliquant qu'un contaminé peut communiquer avec l'entité. Grâce à l'aide d'un docteur, qu'il tuera sous l'influence de Clarence, il trouve et fabrique un antidote. Mais Clarence quitte son corps et prend possession d'un cadavre pour tenter de tuer Philip. Il sera sauvé par les autres mutants et communiquera avec l'entité.
Le tuurngait qui contrôle tous les "contaminés" avec un seul et même esprit explique à Philip que contrairement aux humains qui n'agissent qu'avec plusieurs individualités, lui agit en collectif. Il fait passer des tests à Philip qu'il réussit avec succès, prouvant à l'entité que les humains ne sont pas foncièrement mauvais et égoïstes.

## Personnages
- Philip (Bram Floria) : c'est le protagoniste principal du jeu, c'est un professeur de chimie venu dans la mine pour enquêter sur la disparition de son père.
- Clarence (Robert Pike Daniel) : c'est la personnalité créée par le virus tuurngait qui apparaît dans l'esprit de Philip pour le tourmenter.
- Amabel Swanson (Emma Adam) : c'est l'une des dernières survivantes de l'Abri, cette scientifique parvient à créer un antidote au virus tuurngait.
- Richard Eminiss (Sam Mowry) : c'est un médecin contaminé par le virus à tel point qu'il s'inflige de l'automutilation et se retrouve totalement possédé.
- Tuurngait ou Esprit de la ruche (Lani Minella) : c'est l'entité qui contrôle les "mutants" et tente de contrôler Philip.

## Accueil
- Adventure Gamers : 4/5[3]
- Jeuxvideo.com : 16/20[4]